# Filenchus criniformicaudatus
Filenchus criniformicaudatus är en rundmaskart. Filenchus criniformicaudatus ingår i släktet Filenchus, och familjen Tylenchidae. Arten är reproducerande i Sverige.